# 耶律察八
耶律察八（?—?），金朝第四代皇帝完颜亮之昭媛，姓耶律氏。
耶律察八原来与奚族人萧堂古带许嫁定亲。完颜亮把她纳入后宫，封耶律察八为昭媛。当时，萧堂古带为护卫，耶律察八派侍女习捻把数枚软金鹌鹑袋给了他。事情被完颜亮发觉。当时，萧堂古带在河间驿谒告，被皇帝召问。萧堂古带以实情向告皇帝，皇帝完颜亮赦免他的罪责。完颜亮登上宝昌门楼，在诸后妃面前，手刃击杀耶律察八，耶律察八从门楼上堕落而死，同时诛杀了侍女习捻。